# Fuchsia ferreyrae
Fuchsia ferreyrae är en dunörtsväxtart som beskrevs av Paul Edward Berry. Fuchsia ferreyrae ingår i släktet fuchsior, och familjen dunörtsväxter. Inga underarter finns listade i Catalogue of Life.